# Finn Harps FC
Finn Harps Football Club är en professionell irländsk fotbollsklubb som spelar i landets högsta liga, League of Ireland. Klubben grundades som en juniorklubb 1954 och 1969 var första säsongen i Leage of Ireland. Klubbens hemort är Ballybofey, County Donegal och hemmaarenan är Finn Park. Klubbfärgerna är blått och vitt och laget har smeknamnet the Harps. 

## Lagets resultat i Europacuperna
Cupvinnarcupen:
| Säsong  | Omgång | Land    | Klubb     | Hemma | Borta | Totalt |
| ------- | ------ | ------- | --------- | ----- | ----- | ------ |
| 1974/75 | 1      | Turkiet | Bursaspor | 0–0   | 2–4   | 2–4    |

Uefacupen:
| Säsong  | Omgång | Land      | Klubb        | Hemma | Borta | Totalt |
| ------- | ------ | --------- | ------------ | ----- | ----- | ------ |
| 1973/74 | 1      | Skottland | Aberdeen     | 1–3   | 1–4   | 2–7    |
| 1976/77 | 1      | England   | Derby County | 1–4   | 0–12  | 1–16   |
| 1978/79 | 1      | England   | Everton      | 0–5   | 0–5   | 0–10   |

## Placering tidigare säsonger
| Säsong | Nivå | Liga             | Placering | Referens      | Kommentar                             |
| ------ | ---- | ---------------- | --------- | ------------- | ------------------------------------- |
| 2010   | 2    | First Division   | 8         | [ 2 ]         |                                       |
| 2011   | 2    | First Division   | 9         | [ 3 ]         |                                       |
| 2012   | 2    | First Division   | 5         | [ 4 ]         |                                       |
| 2013   | 2    | First Division   | 6         | [ 5 ]         |                                       |
| 2014   | 2    | First Division   | 5         | [ 6 ]         |                                       |
| 2015   | 2    | First Division   | 2         | [ 7 ]         | Uppflyttad till Premier Division 2016 |
| 2016   | 1    | Premier Division | 10        | [ 8 ]         |                                       |
| 2017   | 1    | Premier Division | 11        | [ 9 ]         | Nedflyttad till First Division 2018   |
| 2018   | 2    | First Division   | 2         | [ 10 ]        | Uppflyttad till Premier Division 2019 |
| 2019   | 1    | Premier Division | 9         | [ 11 ]        |                                       |
| 2020   | 1    | Premier Division | 8*        | [ 12 ]        | Pandemin                              |
| 2021   | 1    | Premier Division | 8         | [ 13 ]        |                                       |
| 2022   | 1    | Premier Division | 10        | [ 14 ] [ 15 ] | Nedflyttad till First Division 2023   |
| 2023   | 2    | First Division   | 9         | [ 16 ]        |                                       |
| 2024   | 2    | First Division   | 6         | [ 17 ]        |                                       |

### Fotnoter
1. ↑  http://www.rsssf.com/tablesi/iercuphist.html
2. ↑  http://www.rsssf.com/tablesi/ier2010.html#first
3. ↑  http://www.rsssf.com/tablesi/ier2011.html#first
4. ↑  http://www.rsssf.com/tablesi/ier2012.html#first
5. ↑  http://www.rsssf.com/tablesi/ier2013.html#first
6. ↑  http://www.rsssf.com/tablesi/ier2014.html#first
7. ↑  http://www.rsssf.com/tablesi/ier2015.html#first
8. ↑  http://www.rsssf.com/tablesi/ier2016.html
9. ↑  http://www.rsssf.com/tablesi/ier2017.html
10. ↑  http://www.rsssf.com/tablesi/ier2018.html#first
11. ↑  http://www.rsssf.com/tablesi/ier2019.html
12. ↑  http://www.rsssf.com/tablesi/ier2020.html
13. ↑  http://www.rsssf.com/tablesi/ier2021.html
14. ↑  http://www.rsssf.com/tablesi/ier2022.html
15. ↑  2022
16. ↑  http://www.rsssf.com/tablesi/ier2023.html#first
17. ↑  http://www.rsssf.com/tablesi/ier2024.html#first